# Serge Moati
Pour les articles homonymes, voir Haïm et Moati.
Serge Moati, né Henry Haïm Moati,, le 17 août 1946 à Tunis, est un journaliste et documentariste français. Il est le père de l'acteur Félix Moati.
Il travaille surtout pour la télévision mais a aussi été scénariste, producteur de cinéma, acteur et écrivain. Moati fut également conseiller de François Mitterrand en 1971. Sa reconnaissance par le grand public date de 1999, année où il commence à animer sur France 5 Ripostes, une émission de débats politiques et sociaux.

## Biographie

### Famille
(Henry) Serge Moati est le benjamin d'une fratrie de trois enfants nés au sein d'une famille juive tunisienne dont il retrace l'histoire dans Villa Jasmin, qu'il publie en 2003.
Son père Serge (1903-1957) est fils de franc-maçon, socialiste et franc-maçon lui-même à la Grande Loge de France, rattaché à la communauté des Granas, était journaliste, notamment à Tunis socialiste et au Petit Matin ; arrêté pour ses activités de résistance durant la Seconde Guerre mondiale, il fut déporté et interné au camp de concentration de Sachsenhausen avant de parvenir à s'en évader ; il participa ensuite à la libération de Paris avant de retrouver sa famille.
Sa mère Odette née Scemama (1905-1957) est quant à elle issue de la communauté des Juifs natifs de Tunisie, les Twânsa, ce qui donne un caractère particulier au mariage de ses parents.
Sa sœur aînée, Nine Moati, née en 1938, est une romancière.
Serge Moati se marie avec Agnès Chaniolleau en 1980. En 1984, il épouse en secondes noces Sophie Gourdon, née le 26 juin 1954, énarque, présidente de la troisième chambre de la Cour des comptes depuis 2015, décorée de la Légion d'honneur et de l’ordre national du Mérite.
Il a trois enfants :
- Victor, né en 1982, est le créateur d'une maison de production spécialisée dans les films institutionnels, la culture et les musées[9] ;
- Irène, née en 1985, est accessoiriste[9],
- Félix, né en 1990, est acteur et réalisateur[9].

Serge Moati devient grand-père pour la première fois en 2017.

### Jeunesse
Élève au lycée Carnot de Tunis, Serge Moati vit en Tunisie jusqu'à la mort de ses parents en août et octobre 1957. Orphelin à l'âge de onze ans (son père meurt d'une crise cardiaque en août 1957 et sa mère d'un cancer en octobre 1957), il quitte le pays et s'installe avec sa sœur Nine à Paris.
Il poursuit en tant que pensionnaire ses études au lycée Michelet à Vanves où il met en place, alors qu'il n'a que 16 ans, un groupe Action et Résistance pour essayer de protéger les maisons menacées par l'O.A.S.
Il devient franc-maçon à 18 ans en Afrique et démissionnera après être devenu directeur de France 3.
Il effectue son service militaire à Niamey où il est affecté à la télévision scolaire.

### Acteur
Serge Moati joue divers petits rôles : dans Les Quatre Cents Coups, de François Truffaut, dans La Femme-bourreau (1968) de Jean-Denis Bonan, dans le téléfilm Au bout du chemin (1981) où il croise la comédienne Claude Jade, il incarne un metteur en scène.
On l'aperçoit également comme figurant à la fin du film Le Courage d'aimer, de Claude Lelouch (2005), où il joue le rôle d'un prêtre célébrant le mariage simultané des jumelles Anne et Clémentine jouées par Mathilde Seigner.
En 2009, il joue le rôle d'un pharmacien dans le film Plus tard tu comprendras, d'Amos Gitaï. En 2011, il fait une apparition dans Dix-sept Filles, de Delphine et Muriel Coulin.

### Politique
Vers l'âge de vingt ans, il est militant à la Fédération anarchiste le samedi au Quartier latin avant de s'inscrire en juin 1968 à la SFIO où il rencontre François Mitterrand dont il devient en 1971 le conseiller pour l'audiovisuel.
En 1981, toujours conseiller de François Mitterrand, il le prépare avec Robert Badinter au débat télévisé d'entre-deux-tours. Ils élaborent une codification du débat en vingt et un points (valeur de plan, absence de plans de coupe, distances, supervision du réalisateur par un représentant de chaque candidat, etc.). Serge Moati déclarera plus tard que ces conditions techniques étaient destinées à être inacceptables pour l'autre camp, afin de les contraindre à refuser le débat que François Mitterrand désire éviter. Elles sont pourtant acceptées sans réserve par les conseillers de Valéry Giscard d'Estaing, et restèrent longtemps en vigueur jusqu'à un assouplissement en 2017. Serge Moati sera présent en régie auprès du réalisateur comme représentant de François Mitterrand, demandant des gros plans, voire très gros plans, sur son candidat pour mettre en valeur sa capacité d'écoute. Il jouera à nouveau ce rôle en 1988 et 1995, et sera également le réalisateur de la cérémonie d'investiture du 21 mai 1981 au Panthéon.
En mai 2016, Serge Moati se prononce à l'antenne de la Radio télévision suisse sur les grèves françaises relatives à la loi Travail et se déclare surpris de la « haine » qui existe dans les manifestations.

### Télévision
À la suite d'une petite annonce dans France-Soir, il est embauché comme assistant réalisateur pour la télévision scolaire du Niger lors de son service national en 1965. En 1966, il tourne un court métrage de 16 minutes, Les Cowboys sont noirs, qui retrace le tournage de Le Retour d’un aventurier de Moustapha Alassane, une fiction où un jeune ramène des États-Unis des panoplies complètes de cow-boys qu'endossent les jeunes du village pour le terroriser, déclenchant la colère des anciens .
C'est grâce à ces premières expériences qu'il entre à l'âge de 21 ans comme assistant réalisateur puis réalisateur à l'ORTF où il collabore à de nombreux magazines comme Dim, Dam, Dom ou 5 colonnes à la une pour lequel il couvre notamment la guerre du Viêt Nam.
Il devient directeur des programmes de FR3 de 1981 à 1982 puis directeur général de 1982 à 1985.
De 1999 à 2009, sur La Cinquième puis France 5, il anime Ripostes, une émission de débats politiques et sociaux.
En décembre 2001, il participe au lancement de la chaîne Match TV et produit notamment l'émission hebdomadaire d'entretiens FBI - Florence Belkacem Interview.
Entre 2009 et 2011, sur cette même chaîne, il présente une émission sur le cinéma intitulée Cinémas. Il s'agissait d'un magazine hebdomadaire diffusé le samedi à 17 h 55.
De 2011 à 2012, sur LCP - Assemblée nationale, il anime Objectif Elysée et Objectif Assemblée, deux émissions de débats politiques liés aux deux échéances électorales successives de 2012.
De 2012 à 2015, il anime PolitiqueS, émission hebdomadaire sur LCP-AN.

### Maison de production
Dirigée depuis 1990 par Serge Moati, Image et Compagnie est aujourd'hui une société moyenne du secteur de la production audiovisuelle française. Son activité propose différents types de programmes (fictions, documentaires, magazines). Image et Compagnie souhaite dans les années à venir renforcer la diversification de ses diffuseurs et la production de séries ou collections permettant d'engager des frais de développement sur des projets prestigieux de fiction et de documentaire et élargir son assise à l'international grâce au développement de films pour une commercialisation hors de France.

## Filmographie

### Acteur

#### Cinéma
- 1959 : Les Quatre Cents Coups, de François Truffaut.
- 1968 : La Femme-bourreau, de Jean-Denis Bonan.
- 1981 : Allons z'enfants, d'Yves Boisset : le professeur de français.
- 2006 : Roman de gare, de Claude Lelouch : lui-même.
- 2008 : Plus tard tu comprendras, d'Amos Gitaï : le pharmacien
- 2011 : 17 filles, de Delphine Coulin et Muriel Coulin : le journaliste TV.

#### Télévision
- 1980 : Mont-Oriol, de Serge Moati.
- 1981 : Au bout du chemin, de Daniel Martineau.
- 1994 : Une femme dans la tourmente, qu'il réalise.
- 1997 : Parfum de famille, qu'il réalise.
- 2002 : Sami, le pion , de Patrice Martineau
- 2004 : Central nuit Saison 3, Épisode 1 - joue le président.

### Réalisateur

#### Documentaires
Réalisateur de documentaires à partir de 1968, ses films sont diffusés dans des émissions du service public : Cinq colonnes à la une, La Marche du siècle ou encore Envoyé spécial. 
- Voyage au pays des Francs-Maçons[28], 1989
- 2001 : 2001, la prise de l'Hôtel de Ville
- Une vie ordinaire ou Mes questions sur l'homosexualité, 2002
- Tous en scène, 2002
- Le Pen, vous et moi, 2003
- Mes questions sur..., série de documentaires, 2005-
- Paris 2012 : les coulisses d'une campagne, réalisé avec Philippe Rouquier, 2005
- La Prise de l'Élysée, 2007
- Mitterrand à Vichy, 2008
- Le Peuple de la rue, les invisibles
- Changer la vie, docu-fiction sur l'accès au pouvoir de François Mitterrand, 2011.
- Élysée 2012, la vraie campagne!, 2012
- Législatives 2012, La vraie campagne!, 2012
- Méditerranéennes – mille et un combats" , 2013
- Adieu Le Pen , 2014
- Quai d'Orsay - Les coulisses de la diplomatie, France 3, 2015
- Gauche, année zéro?, 2017
- Académie française, Voyage au pays des Immortels[29], 2020

Serge Moati a contribué au documentaire Paris Couleurs, de l'indigène à l'immigré en tant que délégué de production.

#### Télévision

##### Téléfilms et séries télévisées
- Le Nœud de vipères, 1971 (adaptation du roman de François Mauriac)
- Le Sagouin, 1972 (adaptation du roman de François Mauriac)
- Le Pain noir, 1974 (feuilleton, adaptation du roman de Georges-Emmanuel Clancier)
- Rossel et la Commune de Paris, 1977
- Ciné-roman, 1978 (adaptation du roman de Roger Grenier)
- Mont-Oriol, 1980, (adaptation du roman de Guy de Maupassant)
- Mort aux ténors, 1987, avec Philippe Khorsand
- La Croisade des enfants, 1988
- Une femme dans la tourmente, 1994 où il tient un rôle
- Parfum de famille, 1997 où il tient un rôle
- Jésus, 2001
- Capitaines des ténèbres, 2005
- Mitterrand à Vichy, 2007
- Je vous ai compris : De Gaulle, 1958-1962, 2010
- Sigmaringen, le dernier refuge, 2017

#### Cinéma
- Nuit d'or, 1976
- Des feux mal éteints, 1994.

## Publications

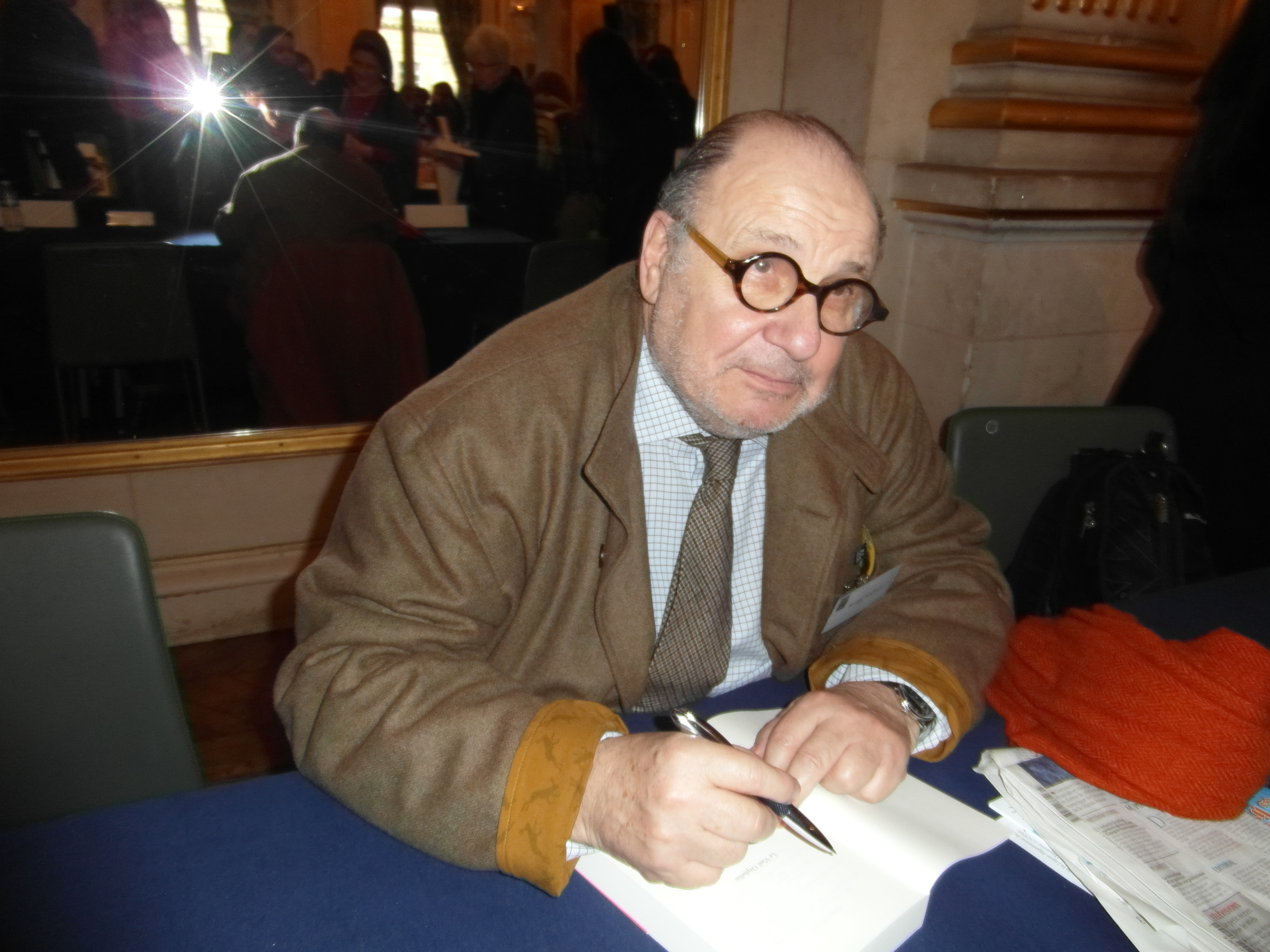
Serge Moati au 20e Maghreb des livres (Paris, le 8 février 2014).

- La Saison des palais, éd. Grasset, Paris, 1986.
- La Haine antisémite, éd. Flammarion, Paris, 1991.
- Paroles d'orphelins, éd. Jean-Claude Lattès, Paris, 1998.
- Le Septième Jour d'Israël. Un kibboutz en Galilée (en collaboration avec Ruth Zylberman), éd. Mille et une nuits, Paris, 1998.
- Villa Jasmin, éd. Fayard, Paris, 2003.
- Du côté des vivants, éd. Fayard, Paris, 2006.
- 30 ans après, éd. Seuil, Paris, 2011.
- Dernières nouvelles de Tunis, éd. Michel Lafon, Paris, 2011.
- Le Pen, vous et moi, éd. Flammarion, Paris, 2014.
- avec François Nussbaumer, Temples maçonniques de France et de Belgique éd. Le Noyer, 2015.
- avec Edward Vignot, Rêves d'Orient, mon musée idéal, Place des Victoires, 2016, 207 pages.
- Juifs de France, pourquoi partir ?, éd. Stock, Paris, 2017.
- Il était une fois en Israël, Fayard, 2019.
- Lettre à Anita, éd. Fayard, 2020.

## Participations
- 2008 : Président du Festival de la fiction TV de La Rochelle
- 2023 : Président du Festival du documentaire sur la Justice[30]